# Halálos barátság (film, 1990)
A Halálos barátság (eredeti címe: Bad Influence) 1990-es amerikai bűnügyi filmthriller, amelyet Curtis Hanson rendezett. A forgatókönyvet David Koepp készítette. A főbb szerepekben Rob Lowe, James Spader és Lisa Zane. 1990. március 9-én mutatták be az Egyesült Államokban. A magyar bemutató dátuma nem ismert. 

## Cselekmény
A pénzügyi szektorban dolgozó Michael Boll kollégájával, Pattersonnal versenyez egy Los Angelesi vagyonkezelő cég vezető elemzői pozíciójáért. Egy reggel eltűnik egy fontos fájl a devizavásárlásokról, és a férfi gyanúja azonnal Pattersonra terelődik. Nyíltan nem mer Pattersonnal szembeszállni, de nagy nyomás nehezedik rá, hiszen másnap be kell mutatnia az elveszett adatokat az igazgatótanácsnak. Michael egy kocsmába téved be, ahol összetűzésbe kerül egy fiatal párral. A férfi segítségére egy idegen férfi siet, aki viszont ellopja a pénztárcáját.
Mikor Michael újra találkozik az idegennel, a férfi Alex néven mutatkozik be, és gyorsan bizalmas kapcsolatot alakít ki Michaellel. Alex eléri, hogy Michael önbizalmat gyakoroljon, és a férfi követi minden tanácsát. Michael így kapja meg a hőn áhított pozíciót, megismerkedik Claire-rel, és felbontja a jegyességet a menyasszonyával. A tervek egyre merészebbek lesznek, kirabolnak egy szupermarketet, megverik Pattersont. Michael egyre ügyesebb a devizapiacokon is. A kocka azonban megfordul, mikor Alex behajtja Michaeltől a tartozását. A férfi ellopja Michael összes vagyonát, és megöli Claire-t. Mikor Alex Michael bátyja életére tör, Michael lelövi a férfit, és feladja magát a rendőrségen.

## Szereplők
| Szerep        | Színész             | Magyar hang                           | Magyar hang                     |
| Szerep        | Színész             | 1. magyar változat (Digital Szinkron) | 2. magyar változat (BTI Stúdió) |
| ------------- | ------------------- | ------------------------------------- | ------------------------------- |
| Alex          | Rob Lowe            | Rékasi Károly                         | Tokaji Csaba                    |
| Michael Boll  | James Spader        | Bolba Tamás                           | Dányi Krisztián                 |
| Claire        | Lisa Zane           | Farkasinszky Edit                     |                                 |
| Ruth Fielding | Marcia Cross        | n.a                                   |                                 |
| Britt         | Rosalyn Landor      | n.a                                   |                                 |
| Patterson     | Tony Maggio         | Zalán János                           |                                 |
| Leslie        | Kathleen Wilhoite   | Madarász Éva                          |                                 |
| Pismo Boll    | Christian Clemenson | Józsa Imre                            |                                 |
| pincér        | Grand L. Bush       | Hankó Attila                          |                                 |
| Howard        | John de Lancie      | Uri István                            |                                 |
| Dr. Fielding  | John Mahon          | n.a                                   |                                 |
| Mrs Fielding  | Joyce Meadows       | n.a                                   |                                 |
| Willie        | Jeff Kaake          | Harmath Imre                          | Laklóth Aladár                  |

## Fogadtatás

### Kritikai visszhang
A film általánosságban jó reakciókat váltott ki a kritikusokból. A Rotten Tomatoeson 65%-os minősítést ért el 20 értékelés alapján. Roger Ebert szerint: „Mint sok más thriller, amely érdekes előzményekkel kezdődik, a Halálos barátság is inkább az előkészítésben szórakoztató, mint a végkifejletben. Legalábbis az első órában nem vagyunk teljesen biztosak abban, hogy Lowe milyen játékot játszik, és tervének teljes borzalma csak fokozatosan tárul fel. A film csúcspontja a feszültség nagy részét azzal vezeti le, hogy egy hagyományosabb macska-egér játékká alakul át. De hálás voltam a végső beállításokért, amelyek tisztességesen játszottak a cselekmény logikájával, és nem próbálták becsempészni a várt olcsó meglepetést.” Juan Carlos Coto a Miami Heraldtól azt írta: „A Halálos barátság többnyire kiszámítható lépéseket tesz, és néhány gyors párbeszéddel próbál felgöngyölíteni egy elfelejtett mellékszálat. Nehéz nézni, ahogy Lowe belső vicceket mesél egy olyan film alatt, amelyben nincsenek érdemi női karakterek - a nők mind csak kellékek vagy cselekményelemek.”
A Metacritic 63 pontot ért el a 100-ból 20 vélemény alapján. Owen Gleiberman az Entertainment Weeklytől azt írta: „A film következetesen szórakoztató; magával ragad. James Spader egy kicsit túlságosan is recesszív, mégis ő kölcsönöz a cselekménynek egy kukacosan szorongó magot.” Rita Kempley a Washington Posttól azt írta: „Curtis Hanson próbálkozása a Hitchcock ihlette Hálószobaablak című filme után meglepően szelíd és humortalan, a film mégis nyújt néhány jó kis izgalmat.” Vincent Canby a New York Timestól azt írta: „A Halálos barátság tele van élesen megfigyelt mellékszereplőkkel, valamint az öltözködés és a viselkedés részleteivel. Többek között ezek segítenek abban, hogy az ember könnyedén átlépjen a cselekmény azon a pontján, ahonnan már nincs visszaút.”

### Bevétel adatai
A Box Office Mojo szerint a film 12 millió dolláros bevételt ért el, a költségvetésről nincs adat.